# Camperol rovellat
El camperol rovellat (Cincloramphus rubiginosus; syn: Megalurulus rubiginosus) és una espècie d'ocell de la família dels locustèl·lids (Locustellidae). És endèmic de l'illa de Nova Brestanya, a l'arxipèlag de Bismark (Papua Nova Guinea). Els seus hàbitats principals són els boscos tropicals i subtropicals de frondoses humits de les terres baixes. El seu estat de conservació es considera de risc mínim.
Comparteix l'illa amb un altre ocell del mateix gènere, el camperol de Nova Bretanya, el qual es restringeix a les zones boscoses de les terres altes.

## Taxonomia
Segons la llista mundial d'ocells del Congrés Ornitològic Internacional (versió 13.2, agost 2023) aquest tàxon està classificat en el gènere Cincloramphus. Tanmateix, altres obres taxonòmiques, com el Handook of the Birds of the World i la quarta versió de la BirdLife International Checklist of the birds of the world (Desembre 2019), el classifiquen encara com a única espècie del gènere Megalurulus.